# سيباستياو جوزيه دي كارفالو إي ميلو، الماركيز الأول لبومبال
سيباستياو جوزيه دي كارفالو إي ميلو، الماركيز الأول لبومبال، الكونت الأول لأويرس (ماركيز دي بومبال، تلفظ برتغالي: /mɐɾˈkeʃ dɨ ˈpõbaɫ/؛ 13 من مايو 1699م – 8 من مايو 1782م) هو رجل دولة برتغالي في القرن الثامن عشر، شغل منصب وزير المملكة (أي ما يعادل اليوم رئيس الوزراء) في حكومة جوزيه الأول ملك البرتغال من 1750م وحتى 1777م. فقد كان الوزير الأبرز في الحكومة، أي ما يعد اليوم رئيس الحكومة الفعلي (de facto). اشتهر بومبال لقيادته السريعة والمختصة في أعقاب زلزال لشبونة 1755م. حيث نفذ سياسات اقتصادية شاملة في البرتغال لتنظيم النشاط التجاري وتوحيد الجودة في جميع أنحاء البلاد. كما كان لبومبال دور فعال في إضعاف قبضة محاكم التفتيش. لا يتم استخدام مصطلح بومبالي (Pombaline) لوصف فترة حكمه فحسب، ولكن أيضًا الطراز المعماري الذي تشكل بعد وقوع الزلزال الكبير.
وقد قدم بومبال العديد من الإصلاحات الإدارية الأساسية، والتعليمية، والاقتصادية، والكنسية مبررًا إياها باسم «العقل» مما كان له دور فعال في دفع عجلة العلمنة. ومع ذلك، فإن المؤرخين يجادلون بأن «التنويريين» بومبال، في حين أنه كان بعيد المدى عن ذلك، كان في المقام الأول آلية لتعزيز الأوتوقراطية على حساب الحرية الفردية وجهازًا لسحق المعارضة والنقد وقمعها، وتعزيز الاستغلال الاقتصادي الاستعماري فضلاً عن تكثيف الرقابة على الطباعة وتعزيز السيطرة الشخصية والربح.

## وصلات خارجية
- سيباستياو جوزيه دي كارفالو إي ميلو، الماركيز الأول لبومبال على موقع الموسوعة البريطانية (الإنجليزية)
- سيباستياو جوزيه دي كارفالو إي ميلو، الماركيز الأول لبومبال على موقع الموسوعة البريطانية (الإنجليزية)
- بومبال وحقبته (بالبرتغالية)